# U-256 (tàu ngầm Đức)
U-256 là một tàu ngầm tấn công  Lớp Type VII thuộc phân lớp Type VIIC được Hải quân Đức Quốc Xã chế tạo trong Chiến tranh Thế giới thứ hai. Nhập biên chế năm 1941, nó đã thực hiện được năm chuyến tuần tra, đánh chìm một tàu buôn với tải trọng 1.300 tấn, và từng hoạt động như tàu ngầm phòng không U-flak 2 trong một giai đoạn ngắn. U-256 xuất biên chế vào tháng 10, 1944, bị lực lượng Đồng Minh chiếm tại Bergen, Na Uy khi chiến tranh kết thúc và tháo dỡ sau đó

## Thiết kế và chế tạo

### Thiết kế

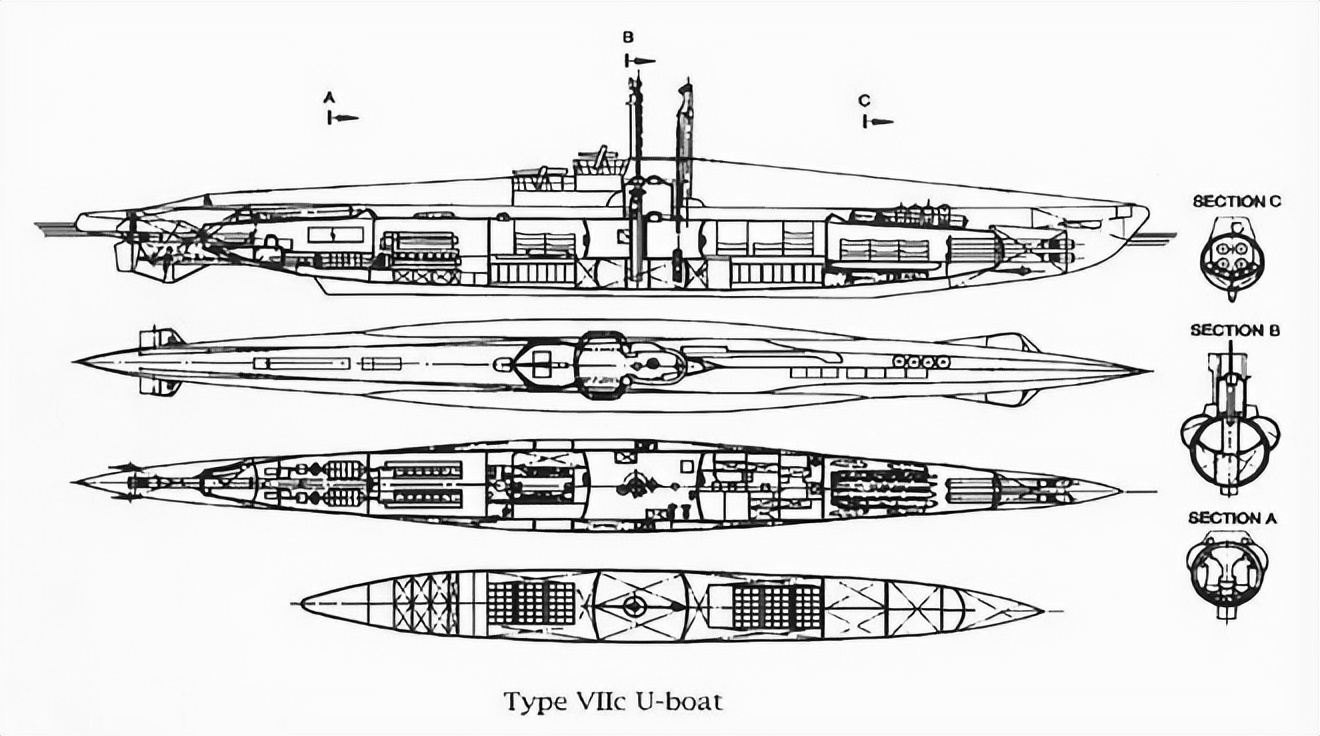
Sơ đồ các mặt cắt một tàu ngầm Type VIIC

Phân lớp VIIC của Tàu ngầm Type VII là một phiên bản VIIB được kéo dài thêm. Chúng có trọng lượng choán nước 769 t (757 tấn Anh) khi nổi và 871 t (857 tấn Anh) khi lặn). Con tàu có chiều dài chung 67,10 m (220 ft 2 in), lớp vỏ trong chịu áp lực dài 50,50 m (165 ft 8 in), mạn tàu rộng 6,20 m (20 ft 4 in), chiều cao 9,60 m (31 ft 6 in) và mớn nước 4,74 m (15 ft 7 in).
Chúng trang bị hai động cơ diesel Germaniawerft F46 siêu tăng áp 6-xy lanh 4 thì, tổng công suất 2.800–3.200 PS (2.100–2.400 kW; 2.800–3.200 bhp), dẫn động hai trục chân vịt đường kính 1,23 m (4,0 ft), cho phép đạt tốc độ tối đa 17,7 kn (32,8 km/h), và tầm hoạt động tối đa 8.500 nmi (15.700 km) khi đi tốc độ đường trường 10 kn (19 km/h). Khi đi ngầm dưới nước, chúng sử dụng hai động cơ/máy phát điện AEG GU 460/8–27 tổng công suất 750 PS (550 kW; 740 shp). Tốc độ tối đa khi lặn là 7,6 kn (14,1 km/h), và tầm hoạt động 80 nmi (150 km) ở tốc độ 4 kn (7,4 km/h). Con tàu có khả năng lặn sâu đến 230 m (750 ft).
Vũ khí trang bị có năm ống phóng ngư lôi 53,3 cm (21 in), bao gồm bốn ống trước mũi và một ống phía đuôi, và mang theo tổng cộng 14 quả ngư lôi, hoặc tối đa 22 quả thủy lôi TMA, hoặc 33 quả TMB. Tàu ngầm Type VIIC bố trí một hải pháo 8,8 cm SK C/35 cùng một pháo phòng không 2 cm (0,79 in) trên boong tàu. Thủy thủ đoàn bao gồm 4 sĩ quan và 40-56 thủy thủ.

### Chế tạo
U-256 được đặt hàng vào ngày 23 tháng 12, 1939, và được đặt lườn tại xưởng tàu của hãng Bremer-Vulkan-Vegesacker Werft ở Bremen vào ngày 15 tháng 2, 1941. Nó được hạ thủy vào ngày 28 tháng 10, 1941, và nhập biên chế cùng Hải quân Đức Quốc Xã vào ngày 18 tháng 12, 1941 dưới quyền chỉ huy của Hạm trưởng, Trung úy Hải quân Odo Loewe.

## Lịch sử hoạt động

### 1942
Sau khi hoàn thành việc chạy thử máy và huấn luyện trong thành phần Chi hạm đội U-boat 8, U-256 được điều sang Chi hạm đội U-boat 9 từ ngày 1 tháng 8, 1942 để hoạt động trên tuyến đầu.

#### Chuyến tuần tra thứ nhất
U-256 khởi hành từ Kiel vào ngày 28 tháng 7 cho chuyến tuần tra đầu tiên chiến tranh. Nó băng qua khe GIUK giữa quần đảo Faroe và Iceland, để hoạt động trong Bắc Đại Tây Dương về phía Tây Ireland (Khu vực Tiếp cận phía Tây). Ở vị trí về phía Nam Greenland lúc 02 giờ 42 phút ngày 25 tháng 8, U-256 bị tàu corvette Hải quân Hoàng gia Na Uy HNoMS Eglantine trong thành phần hộ tống cho Đoàn tàu ON 122 phát hiện qua radar.  Trong khi U-256 lặn xuống ẩn nấp, Eglantine tấn công bằng mìn sâu, nhưng gặp trục trặc kỹ thuật nên chỉ có một quả duy nhất thả xuống. Dù vậy vụ nổ đã gây rò rỉ van thoát khí của chiếc tàu ngầm, khiến nó chìm xuống đến độ sâu 200 m (660 ft). Eglantine thả thêm hai lượt mìn sâu nữa với 18 quả để tấn công trước khi quay trở lại bảo vệ cho đoàn tàu vận tải, và U-256 trở lên mặt nước 30 phút sau đó. Tuy nhiên hư hại mắc phải buộc chiếc tàu ngầm phải chấm dứt sớm chuyến tuần tra. 
Trên đường quay trở lại căn cứ trong vịnh Biscay vào sáng ngày 2 tháng 9, U-256 lại bị một máy bay ném bom Armstrong Whitworth Whitley thuộc Liên đội 77 Không quân Hoàng gia Anh (RAF) phát hiện và tấn công, xả súng máy và ném hai hoặc ba quả bom xuống cách đuôi chiếc tàu ngầm 15 m (49 ft). Hỏa lực phòng không của U-256 đã chống trả và bắn trúng chiếc máy bay, khiến đối thủ rơi xuống biển, nhưng chiếc tàu ngầm tiếp tục chịu thêm hư hại bởi đợt không kích. Dù sau nó cũng cố lết được về đến cảng Lorient bên bờ biển Đại Tây Dương của Pháp đã bị Đức chiếm đóng, đến nơi vào ngày hôm sau 3 tháng 9. U-256 phải rút khỏi phục vụ để được sửa chữa. 

### 1943
Trong đợt sửa chữa và đại tu sâu rộng vào tháng 5, 1943, U-256 được cải biến thành một tàu ngầm phòng không (Flakboot). Là một trong số bốn tàu được cải biến theo hướng này, thủy thủ đoàn được tăng thêm nhân sự để vận hành hai khẩu đội phòng không 2 cm FlaK 30 bốn nòng và một khẩu pháo tự động 3,7 cm thử nghiệm. U-256 được tái biên chế như là chiếc U-flak 2 vào ngày 16 tháng 8, 1943.

#### Chuyến tuần tra thứ hai
Nó bắt đầu chuyến tuần tra thứ hai từ ngày 4 tháng 10 dưới quyền chỉ huy của hạm trưởng mới, Trung úy Hải quân Wilhelm Brauel, với nhiệm vụ gặp gỡ và hộ tống chiếc U-488, một tàu ngầm tiếp tế Type XIV. Với biệt danh: Milchkühe (bò sữa), Type XIV có khả năng tiếp nhiên liệu và thực phẩm cho các tàu U-boat hoạt động giữa đại dương, nhưng cồng kềnh và khả năng tự vệ kém, nên trở thành mục tiêu chính của máy bay Đồng Minh săn lùng.
Trong chặng đi vào ngày 8 tháng 10, U-flak 2 bị một máy bay ném bom Vickers Wellington trang bị đèn Leigh thuộc Liên đội 612 RAF tấn công trong vịnh Biscay. Sáu quả mìn sâu thả xuống đã không gây hư hại cho chiếc tàu ngầm, khi nó lặn khẩn cấp để né tránh. Hỏa lực phòng không bắn trả đã bắn trúng chiếc Wellington, nhưng máy bay đối phương quay trở về căn cứ an toàn.
U-flak 2 lại bị tàu khu trục Hoa Kỳ USS Borie bắt gặp đang di chuyển trên mặt nước vào ngày 31 tháng 10. Chiếc tàu ngầm chạy thoát với những hư hại nhẹ bởi mìn sâu. Đến ngày 16 tháng 11, trong chặng quay trở về, nó lại tiếp tục đụng độ với một máy bay ném bom Halifax Mk.II thuộc Liên đội 502 RAF trong vịnh Biscay. Chiếc Halifax bị hư hại bởi hỏa lực phòng không, còn chiếc tàu ngầm lặn khẩn cấp và đi thoát.
U-flak 2 quay trở về căn cứ tại Brest, Pháp vào ngày 17 tháng 11. Việc cải biến thành tàu ngầm phòng không được xem là không thành công, nên U-flak 2 được cải biến trở lại cấu hình thông thường vào mùa Đông năm 1943-1944 và lấy lại tên U-256.

### 1944

#### Chuyến tuần tra thứ ba
U-256 lên đường vào ngày 25 tháng 1, 1944 cho chuyến tuần tra thứ ba để hoạt động tại vùng biển Bắc Đại Tây Dương về phía Tây và Tây Nam Ireland. Vào ngày 20 tháng 2, nó tấn công Đoàn tàu ON 224, và một quả ngư lôi đã đánh trúng tàu sà lúp Anh HMS Woodpecker (1.300 tấn). Woodpecker tiếp tục nổi được nhưng lại bị đắm trong khi được kéo về căn cứ.
Trong chặng quay trở về trong vịnh Biscay vào ngày 19 tháng 3, chiếc tàu ngằm bị một máy bay ném bom B-24 Liberator trang bị đèn Leigh thuộc Liên đội 224 RAF tấn công. Hỏa lực phòng không 20 mm và 37 mm từ chiếc tàu ngầm đã bắn trúng chiếc máy bay trước khi đối thủ thả sáu quả mìn sâu tấn công, và chiếc Liberator rơi cách con tàu 500 mét. U-256 không bị hư hại và về đến Brest vào ngày 22 tháng 3.

#### Chuyến tuần tra thứ tư
]], U-256 xuất phát từ Breat vào ngày 6 tháng 6, đúng vào ngày lực lượng Đồng Minh đổ bộ lên Normandy, cho chuyến tuần tra thứ tư. Tuy nhiên nó bị một máy bay ném bom Liberator khác cùng thuộc Liên đội 224 tấn công vào ngày hôm sau và bị hư hại nặng, nên phải quay trở về Brest vào ngày 8 tháng 6.

#### Chuyến tuần tra thứ năm
Dưới quyền chỉ huy của hạm trưởng mới, Thiếu tá Hải quân Heinrich Lehmann-Willenbrock, U-256 trở thành tàu U-boat Đức cuối cùng rời Brest vào ngày 4 tháng 9 trước khi cảng này bị lực lượng Đồng Minh chiếm. Chuyến đi đến Bergen, Na Uy trở thành chuyến tuần tra cuối cùng, khi đến nơi vào ngày 17 tháng 10.
U-256 được cho xuất biên chế tại Bergen vào ngày 23 tháng 10, 1944, và bị tháo dỡ để làm nguồn phụ tùng cho các U-boat còn sống sót. Đến tháng 5, 1945 xác tàu bị lực lượng Đồng Minh chiếm và tháo dỡ.

### "Bầy sói" tham gia
U-256 từng tham gia năm bầy sói:
- Steinbrinck (7 – 11 tháng 8, 1942)
- Lohs (11 – 25 tháng 8, 1942)
- Igel 2 (3 – 17 tháng 2, 1944)
- Hai 1 (17 – 22 tháng 2, 1944)
- Preussen (22 tháng 2 - 13 tháng 3, 1944)

### Tóm tắt chiến công
U-256 đã đánh chìm được một tàu chiến tải trọng 1.300 tấn:
| Ngày             | Tên tàu        | Quốc tịch              | Tải trọng | Số phận      |
| ---------------- | -------------- | ---------------------- | --------- | ------------ |
| 20 tháng 2, 1944 | HMS Woodpecker | Hải quân Hoàng gia Anh | 1.300     | Bị đánh chìm |